# Terapeuta ocupacional
Los terapeutas ocupacionales son profesionales sociosanitarios que:
•Intervienen en personas con discapacidades físicas, psicológicas o del desarrollo para favorecer una vida independiente, productiva y satisfactoria.
•Su objetivo es mejorar y estimular la capacidad funcional de extremidades superiores, reforzando una correcta utilización de las manos, para favorecer la autonomía de los pacientes, en actividades básicas de la vida diaria e instrumentales, que se alteran por enfermedades.
•Realiza estimulación cognitiva funcional, que permite un desarrollo satisfactorio en el área laboral y personal y psicomotor en el área infantil.
•Además, orientación en ayudas técnicas y modificaciones en el hogar

## Objetivo
El objetivo de la terapia ocupacional es ayudar al paciente a mejorar su autonomía en las tareas de la vida diaria, y asistir y apoyar su desarrollo hacia una vida independiente, satisfecha y productiva.

## Intervenciones
Las intervenciones realizadas por terapeutas ocupacionales para conseguir mayor grado de independencia en los usuarios incluyen rehabilitación de déficit neuropsicológico (memoria, atención y razonamiento complejo), función motora, función sensitiva (visión, tacto y percepción) y relaciones interpersonales. El medio del tratamiento implica generalmente el uso de las actividades útiles, que tienen cierto significado e importancia en la forma de vida de los clientes (estas también se llaman “ocupaciones” e incluyen los hábitos de comportamiento asociados al cuidado de uno mismo y otros, trabajo productivo y ocio).
Otra área de intervención importante es la adaptación del medio donde se desenvuelve el usuario para maximizar la capacidad de independencia (tal como las adaptaciones y actividades de accesibilidad para usuarios en silla de ruedas) o para facilitar los comportamientos deseados (por ejemplo, instalando señales en el medio , donde se mueve el beneficiario para compensar la debilitación de la memoria).

## Lugar de trabajo
Los terapeutas ocupacionales pueden trabajar en un hospital, en residencias de mayores o centros de día, en centros de ocio, en escuelas, en clínicas de pacientes con o sin internamiento, centros de rehabilitación psicosocial, centros especiales de empleo, centros ocupacionales, enclaves laborales, ortopedias, evaluando y adaptando las ocupaciones y puestos de trabajo en todo tipo de empresas, o trabajar en casa del usuario con tratamiento a domicilio. Algunos terapeutas ocupacionales también trabajan en la investigación para determinar nuevas técnicas, clasificando la eficacia de servicios ya existentes e investigando otras áreas en las cuales la terapia ocupacional pudiera ser beneficiosa. Además, hay algunos papeles no tradicionales tales como consultar con los legisladores y hacer la modificación casera de la accesibilidad y gravámenes ergonómicos de los ambientes del trabajo que están empezando a calar con fuerza en las comunidades terapéuticas actuales.